# Anna Korakaki
Anna Korakaki, född 8 april 1996 i Drama, är en grekisk sportskytt.
Korakaki blev olympisk guldmedaljör i pistol vid sommarspelen 2016 i Rio de Janeiro.